# Хайвалия (футбольный клуб)
«ФК Хайвалия» (алб. KF Hajvalia) — косовский футбольный клуб из Айвалии, юго-восточного пригорода Приштины. Выступает в косовской Суперлиге, главной по уровню в системе футбольных лиг Косова. Домашние матчи команда проводит на стадионе Хайвалия, вмещающем около 1 000 зрителей. 
Футбольный клуб «Хайвалия» был основан в 1999 году и выступал в Первой лиге Косова вплоть до 2012 года, когда клуб получил повышение в Суперлигу. В дебютном сезоне команда стала четвёртой в чемпионате Косова. В следующем году «Хайвалия» дошла до финала Кубка Косова, где уступила «Ферроникели» со счётом 1:2. В Суперлиге команда продолжала играть роль середняка, а по итогам чемпионата 2015/16 «Хайвалия» заняла второе место.
«Хайвалия» привлекла к себе внимание, когда в конце июня 2014 года предложила знаменитому уругвайскому нападающему Луису Суаресу выступать за неё за зарплату в 1 200 фунтов стерлингов в неделю. Сделано это было, когда ФИФА дисквалифицировал Суареса за очередной укус соперника во время игры на 4 месяца от любой деятельности, связанной с футболом. Футбольная федерация Косова в этот период не являлась членом ни УЕФА, ни ФИФА, таким образом Суарес теоретически мог выступать в чемпионате Косова.   

## Достижения
- Вице-чемпион Косова (1): 2015/16
- Финалист Кубка Косова (1): 2013/14